# Sự kiện UFO Jimmy Carter
Sự kiện UFO Jimmy Carter là vụ chứng kiến vật thể bay không xác định (UFO) của Jimmy Carter, Tổng thống Mỹ từ năm 1977 đến năm 1981 cho biết chính mắt ông đã nhìn thấy UFO hồi còn ở Leary, Georgia vào năm 1969. Lúc đang giữ chức Thống đốc bang Georgia, nhóm nghiên cứu UFO dân sự mang tên Cục UFO Quốc tế đề nghị Carter gửi báo cáo về vụ chứng kiến này tại thành phố Oklahoma vào ngày 14 tháng 9 năm 1973, và ông đã nộp bản báo cáo vào ngày 18 tháng 9, gửi qua đường bưu điện vào ngày 20 tháng 9. Theo báo cáo của ông, lúc sắp sửa phát biểu tại một cuộc mít tinh ở Leary, Georgia đầu một buổi tối tháng 10, ông cùng mười thành viên Câu lạc bộ Georgia Lions Leary nhìn thấy một vật thể tự phát sáng, có lúc lớn bằng mặt trăng. Trong hơn mười phút, nó đổi màu và đến gần, bay đi, đến gần, rồi lại bay đi, có những lúc đứng yên; rồi biến mất. Về sau, hóa ra là Carter bị nhầm ngày, vụ chứng kiến thực sự xảy ra vào tháng 1 năm 1969. Kể từ đó, giới nghiên cứu UFO và giới truyền thông chính thống thường đem báo cáo này ra thảo luận rất nhiều lần.

## Diễn biến vụ việc
Vào một buổi tối năm 1969, hai năm trước khi trở thành Thống đốc bang Georgia, Carter đang chuẩn bị có bài phát biểu tại một cuộc mít tinh Câu lạc bộ Lions. Khoảng 7 giờ 15 phút tối (EST), một trong vài vị khách đã hướng sự chú ý của Carter đến vật thể lạ có thể nhìn thấy khoảng 30 độ so với đường chân trời về phía tây nơi ông đang đứng. Carter mô tả vật thể này có màu trắng sáng chói và phát sáng y như Mặt Trăng. Nó được cho là đã tiến lại gần nơi mà ông đang đứng nhưng kịp thời dừng lại bên ngoài một cái cây thông đứng cách ông một khoảng cách. Vật thể này đột nhiên thay đổi màu sắc, đầu tiên là màu xanh lam rồi dần chuyển sang màu đỏ, sau đó trở lại màu trắng, trước khi xuất hiện lùi lại vào khoảng không trên trời. Carter cảm thấy rằng vật thể này tự phát sáng và đây không phải là vật thể rắn. Báo cáo của Carter chỉ ra vật thể này có tới khoảng mười hoặc mười hai người khác tận mắt chứng kiến và được nhiều người nhìn thấy từ mười đến mười hai phút trước khi nó khuất dạng.
Năm 1973, Carter nhắc lại:
Có khoảng hai mươi người chúng tôi đang đứng bên ngoài một nhà hàng nhỏ, tôi nghĩ vậy, một phòng ăn trưa trong trường trung học, và một loại ánh sáng màu xanh lá cây xuất hiện ở bầu trời phía tây. Lúc này là ngay sau khi mặt trời lặn. Nó ngày càng sáng hơn. Và rồi cuối cùng nó biến mất. Nó không có bất kỳ chất rắn nào bên trong mà chỉ là một thứ ánh sáng trông rất kỳ dị. Không ai trong chúng tôi có thể hiểu được đó là gì.
Phát biểu trong một cuộc phỏng vấn năm 2005, Carter cho biết:
Đột nhiên, một trong những người này ngước lên và nói, 'Nhìn kìa, ở phía tây!' Và có một luồng sáng rực rỡ trên bầu trời. Tất cả chúng tôi đều nhìn thấy nó. Và rồi luồng sáng đó ngày càng gần chúng tôi hơn. Và rồi nó dừng lại, tôi không biết cách xa bao nhiêu nhưng nó dừng lại sau những cây thông. Và đột nhiên nó đổi màu thành xanh lam, rồi chuyển sang màu đỏ và lại trở về màu trắng. Khi chúng tôi đang cố gắng hình dung xem đây có thể là cái quái gì, và rồi nó lùi dần vào khoảng không.

## Niên đại vụ việc
Các nhà điều tra từng đặt ra nghi vấn về ngày tháng chính xác xảy ra vụ chứng kiến này. Theo báo cáo mà ông nộp cho Cục UFO Quốc tế bốn năm sau khi vụ việc xảy ra, Carter đã nhìn thấy UFO vào tháng 10 năm 1969. Thế nhưng, giới điều tra viên trích dẫn hồ sơ của Câu lạc bộ Lions làm bằng chứng cho thấy vụ việc xảy ra vào 9 tháng trước đó. Theo bản báo cáo cuộc họp mà ông giao lại cho Câu lạc bộ Lions, Carter đã có bài phát biểu tại đây vào ngày 6 tháng 1 năm 1969 chứ không phải là vào tháng 10. Khung cảnh cuộc họp tháng Giêng của ông như được mô tả trong báo cáo nộp Câu lạc bộ Lions cũng phù hợp với bối cảnh mà sau này ông hay kể lại với giới truyền thông khi nói về vụ chứng kiến UFO của mình. Báo cáo gửi cho Câu lạc bộ Lions không nhắc gì đến trường hợp này. Các bằng chứng khác loại trừ ngày tháng 10 năm 1969 và phù hợp với tháng 1 năm 1969. Đầu tiên, Carter đến thăm Câu lạc bộ Lions Leary trên cương vị là Thống đốc quận thuộc Câu lạc bộ Lions. Nhiệm kỳ của ông kết thúc vào tháng 6 năm 1969. Thứ hai, Câu lạc bộ Lions Leary giải tán vài tháng từ trước tháng 10 năm 1969.

## Điều tra hiện tượng
Theo một cuộc điều tra được thực hiện vào năm 1976, khoảng bảy năm sau sự kiện này, hầu hết những người có mặt tại cuộc họp hoặc không nhớ lại sự kiện hoặc không nhớ nó là bất cứ điều gì quan trọng. Theo Fred Hart, vị khách duy nhất được liên lạc nhớ mình đã nhìn thấy vật thể này: "Có vẻ như có một chút gì đó—giống như ánh sáng màu xanh hoặc thứ gì khác trên bầu trời đêm hôm đó—giống như một loại bóng bay dự báo thời tiết nào đấy mà họ gửi đi hoặc thứ gì đó... nó đã trở lại khá xa trong tâm trí tôi."
Trong lúc tỏ ra bối rối về vật thể này và nguồn gốc của nó, chính Carter về sau có nói rằng dù ông đã coi vật thể đó là UFO—với lý do nó không thể giải thích được—kiến thức về vật lý của ông có nghĩa là ông không tin rằng mình đang chứng kiến một chiếc phi thuyền của người ngoài hành tinh.
Ngày 6 tháng 1 năm 1969, bầu trời ở Leary trong xanh và hành tinh Sao Kim ở gần độ sáng cực đại và theo hướng như Carter mô tả. Nhà UFO học Robert Sheaffer kết luận rằng vật thể mà Carter vừa chứng kiến chính là do ông đã nhầm lẫn với Sao Kim Nhà UFO học Allan Hendry tính toán và đồng ý với lời nhận xét đó là Sao Kim.  Đây cũng có thể là Sao Kim "Halo", như được đem ra thảo luận trên podcast số 105 của The Skeptics' Guide to the Universe. trong một cuộc phỏng vấn năm 2007 với Jimmy Carter. Qua cuộc phỏng vấn này, Carter khẳng định ông không tin vật thể đó là Sao Kim, với lời giải thích rằng ông là nhà thiên văn học nghiệp dư và biết Sao Kim trông như thế nào. Ông cũng nói với tư cách là một nhà khoa học thì khó mà tin nổi đó lại là một phi thuyền của người ngoài hành tinh và có thể là một máy bay quân sự từ một căn cứ gần đó vào lúc đấy. Tuy nhiên, ông cho biết vật thể đó không phát ra bất kỳ tiếng động nào giống như tiếng trực thăng. Carter cũng không tin rằng bất kỳ người ngoài hành tinh nào từng đến thăm Trái Đất. Trong cuộc phỏng vấn podcast, ông cũng tuyên bố là mình không biết bất kỳ chính phủ nào che đậy chuyến viếng thăm của người ngoài hành tinh và những lời đồn đại về việc CIA từ chối cung cấp thông tin UFO cho ông là không đúng sự thật.
Trong một tập tiếp theo số 561 ra mắt năm 2016 của podcast The Skeptics' Guide to the Universe. Một bức thư được chuyến tới thành viên trong gia đình Carter là Carl G. 'Jere' Justus từng đọc đã đưa ra lời giải thích thực sự về vụ Carter nhìn thấy UFO.
Năm 2020, Justus đã hoàn thành một nghiên cứu sâu rộng về các đám mây phóng thích bari ở độ cao, kết luận rằng những gì Carter nhìn thấy là "hoàn toàn phù hợp" với những gì được phóng vào buổi tối hôm đó từ Căn cứ Không quân Eglin. Justus đã mô tả một số khía cạnh vật lý hỗ trợ tính nhất quán này và có gửi một bản sao của báo cáo để dành lưu trữ tại Thư viện Jimmy Carter.

## Tác động cá nhân
Vụ việc được cho là đã có tác động cá nhân đến Carter và nhận thức của ông về UFO và những trường hợp chứng kiến UFO. Trong chiến dịch tranh cử năm 1976, ông từng nói với phóng viên rằng sẽ đưa ra chính sách cởi mở nếu được bầu làm Tổng thống:
Có một điều chắc chắn là tôi sẽ không bao giờ chế nhạo những người nói rằng họ đã nhìn thấy vật thể bay không xác định trên bầu trời. Nếu tôi trở thành Tổng thống, tôi sẽ cung cấp mọi thông tin mà đất nước này có về hiện tượng quan sát thấy UFO cho công chúng và nhà khoa học.
Bất chấp lời cam kết trước đó và từ sau khi đắc cử Tổng thống rồi thì Carter tránh tiết lộ, viện lý do "ý nghĩa giữ mình" là người đứng sau quyết định này.

## Truyền thông đưa tin
- "Carter Once Saw a UFO on 'Very Sober Occasion'", của Howell Raines, Atlanta Constitution, ngày 14 tháng 9 năm 1973, tr. 1D.
- Câu chuyện của Carter xuất hiện trên ấn bản ngày 8 tháng 6 năm 1976 của tờ The National Enquirer. Bài tường thuật này có một số sai sót, bao gồm cả việc nêu nhầm sự kiện xảy ra ở Thomaston, Georgia vào năm 1973 và vụ chứng kiến này là sau cuộc mít tinh tại câu lạc bộ.[17]
- Hayden Hughs thuộc Cục UFO Quốc tế có viết một bài báo xuất hiện trên ấn bản tháng 11 năm 1976 của tờ Argosy UFO (tác phẩm phái sinh của tạp chí Argosy).
- Tháng 2 năm 1977, NICAP đã tái bản báo cáo gốc của Carter trên tờ UFO Investigator nhưng lại sửa đổi báo cáo viết tay của ông để làm ra vẻ như được gửi trực tiếp đến NICAP dưới dạng tài liệu đánh máy.[18][19]
- Ấn bản ngày 30 tháng 4 năm 1977 của tờ The Washington Post đã đăng câu chuyện trên trang nhất, ghi sai niên đại là năm 1973. Việc xác định UFO là Sao Kim được đăng trong một mục nhỏ trong số báo ra ngày 9 tháng 5 năm 1977.[20]
- "President Carter's 'UFO' Is Identified as the Planet Venus", của Robert Sheaffer, tạp chí Humanist, Tháng 7–Tháng 8 năm 1977, tr. 46.
- "Learyites leery of Carter's encounter: No one recalls 1970 UFO spotting", của Tom Tiede, Mt. Pleasant Daily Tribune (Texas), ngày 2 tháng 2 năm 1978.

### Trích dẫn
1. 1 2  Carter, Jimmy (1969) Report to the International UFO Bureau in Oklahoma City (PDF)
2. ↑  (Leslie Kean 2013:349)
3. ↑  Did Jimmy Carter really see a UFO?, The Straight Dope
4. 1 2 3 4  Wil S. Hylton, (2005) "The Gospel According to Jimmy" Lưu trữ ngày 27 tháng 2 năm 2015 tại Wayback Machine, GQ
5. ↑  (Sheaffer 1998:20–21)
6. 1 2 3  (Sheaffer 1998:18–28)
7. ↑  (Sheaffer 1998:21–22)
8. ↑  Harwood, William R (2002) "The Disinformation Cycle: Hoaxes, Delusions, Security Beliefs, and Compulsory Mediocrity" Xlibris Corporation ISBN 1-4010-4354-2
9. ↑  (Peebles 1994:205)
10. ↑  (Miles 2006:50–52)
11. ↑  "Venus halo & Earthshine". www.clearskies.se. Bản gốc lưu trữ ngày 7 tháng 7 năm 2007.
12. ↑  "The Skeptics Guide – Skepticast #105: 7/25/2007". Bản gốc lưu trữ ngày 8 tháng 9 năm 2007.
13. ↑  "The Skeptics' Guide to the Universe - Skepticast #561: 04/09/2016". ngày 9 tháng 4 năm 2016. Truy cập ngày 15 tháng 8 năm 2016.
14. ↑  Justus, Carl (2020). "What Jimmy Carter Saw.PDF". doi:10.6084/m9.figshare.12625238.v1. Lưu trữ bản gốc ngày 4 tháng 2 năm 2021. Truy cập ngày 10 tháng 7 năm 2020. {{Chú thích tạp chí}}: Chú thích magazine cần |magazine= (trợ giúp)
15. ↑  Good, Timothy (1989) "Above Top Secret: The Worldwide U.F.O. Cover-Up" Quill, ISBN 0-688-09202-0
16. ↑  This day in history –  "1973: Carter files report on UFO sighting", The History Channel
17. ↑  (Sheaffer 1998:18–20)
18. ↑  Sheaffer, Robert (1981) "The UFO Verdict: Examining the Evidence", Prometheus Books, ISBN 0-87975-146-0
19. ↑  (Story 1980)
20. ↑  (Hines 2003:299)